# Aderus jamaicanus
Aderus jamaicanus es una especie de coleóptero de la familia Aderidae. Fue descrita científicamente por Maurice Pic en 1911.

## Distribución geográfica
Habita en Jamaica.